# 孙永勤
孙永勤（1893年—1935年5月24日），直隶省兴隆县（现河北兴隆）黄花川人。1931年建立民众军并任军长，于1934年改编为抗日救国军。1935年5月23日，于河北遵化被日军，伪军所包围，突围失败牺牲。

## 生平
孙永勤自幼习武，锄强扶弱，后被推选为黄花川农民自卫团团长。1933年3月，日军攻占热河，孙永勤随后发起抗日行动。于1933年12月12日宣告成立民众军，并出任军长，到1934年4月，队伍发展到5000余人。1934年5月，民众军接受中共建议，改名为民众抗日救国军，下设4个总队，孙永勤任军长，队伍分散活动在青龙、兴隆、承德、平泉、迁安、遵化等县。先后攻打孤山子海关、半壁山警察署分驻所、黄花川与南山子取得胜利。在1934年8月前后，日伪军屡次劝降未果后，大举围剿救国军，致使救国军严重减员。1935年4月中旬，日军第7师团一部与伪军两个团等再度围剿救国军，救国军被迫退至长城沿线。1935年5月，救国军3000余人与日军在深山纠缠打游击战。后孙永勤指挥救国军向茅山方向撤退，请求与中国工农红军汇合，路上不断与日军、伪军遭遇。同年5月23日夜，日本关东军、伪军、国民政府军万余武装围剿救国军于茅山。孙永勤带伤指挥队伍作战，命张福义、年焕兴率部突围，自己则与关元友共同留下作战，掩护500余名救国军战士突围。最终孙永勤、关元友、赵四川、王殿臣等数百名官兵壮烈殉国。日军后将孙永勤、关元友的头颅割下示众。

## 纪念
- 1935年8月，中共中央在《八一宣言》中，称孙永勤为抗日救国而捐躯的民族英雄。[3]
- 2014年9月1日，孙永勤被列入中华人民共和国民政部公布的第一批300名著名抗日英烈和英雄群体名录。[7]